# Bigi Poika
Bigi Poika, Groot Poika of Karaïbs: Akarani, is een dorp en ressort in Suriname, nabij Pikin Poika, gelegen in het district Para tussen de rivieren Saramacca en Coesewijne, en bewoond door Karaïben. Het dorp valt onder traditioneel inheems gezag. In 2022 was Ivanildo Iejoenakame de kapitein.

## Ligging
Bigi Poika is vanuit de hoofdstad Paramaribo te bereiken via de Indira Gandhiweg richting het Johan Adolf Pengel International Airport, van daar over de zuidelijke Oost-Westverbinding (de Avanaveroweg) westwaarts richting Apoera waarbij de brug over de Saramaccarivier gepasseerd moet worden, waarna een zijweg op circa 25 kilometer weer noordwaarts gaat (een bord geeft aan dat er een Telesur-telefoon is op 6 km, maar de feitelijke afstand is 12 km).
Bigi Poika is gelegen op de savanne; er is wel enige aanplant van lage bossen, maar tropisch regenwoud vindt men er niet. Het dorp bestaat voornamelijk uit een lintbebouwing links en rechts van de weg; de weg eindigt bij een loopbruggetje naar de Poika-kreek (die uitkomt in de Saramaccarivier).
Er is een dagelijkse busverbinding met Paramaribo. De wegen vanaf het vliegveld worden echter veelal zo slecht onderhouden, dat de afstand van circa 80 kilometer van Paramaribo soms meer dan vier uur vraagt. Personenauto’s moeten over four-wheel-drive beschikken. De bewoners van de streek hebben met regelmaat actie gevoerd uit protest tegen hun vervoersproblemen.

## Bevolking
Volgens de volkstelling van 2012 telt het ressort Bigi Polka 525 inwoners. Deze inwoners rekenen zich etnisch nagenoeg allemaal tot de inheemse Surinamers, alhoewel dit percentage slechts 49% is volgens de resultaten van de volkstelling van 2012. Een groot deel van de bevolking heeft de categorieën ‘weet niet’ en ‘geen antwoord’ aangevinkt. In 2022 telde het naamgevende dorp 267 inwoners.

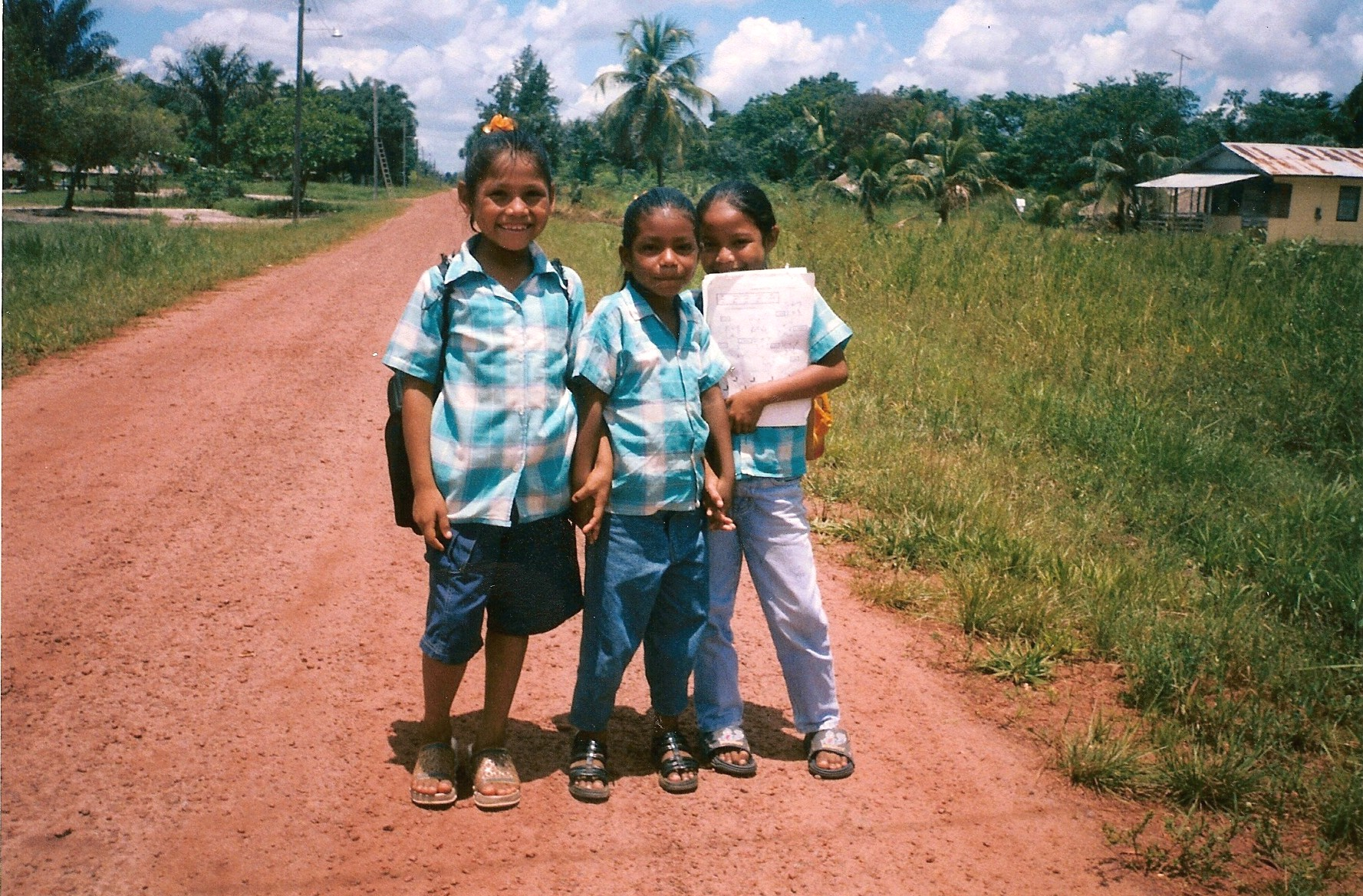
Schoolmeisjes op de doorgaande weg in Bigi Poika
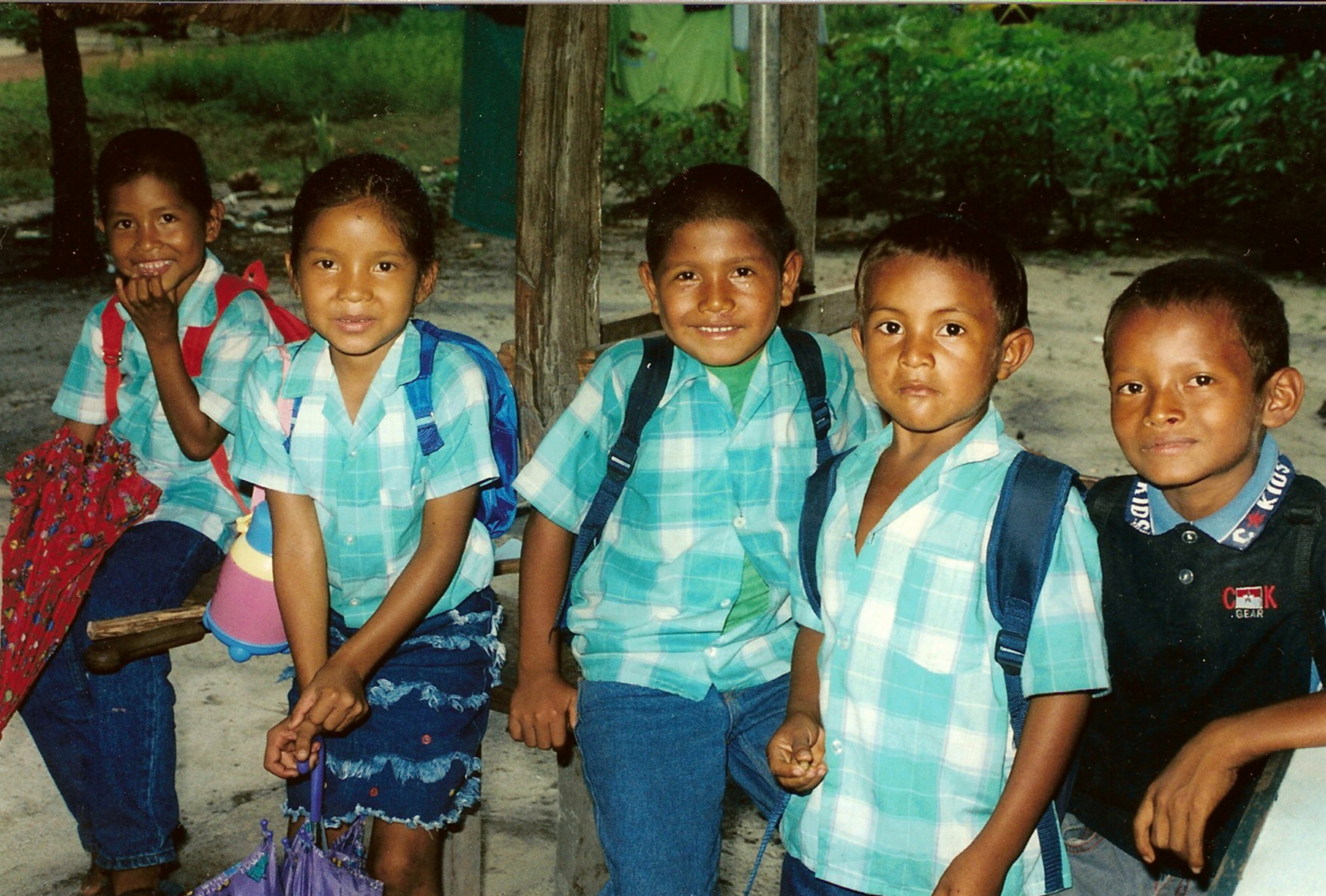
Schoolkinderen in Bigi Poika, november 2002

## Middelen van bestaan
Bigi Poika telt circa 525 inwoners (volkstelling 2012). Zij leven van de jacht en de bosbouw, van wat hun kostgrondjes voortbrengen, in mindere mate van de visserij, en voorts van wat de vrouwen dagelijks naar de markt in Paramaribo brengen: peprewatra (vissoep), cassave, soms ook jachtbuit en nijverheidsproducten (katoenweefsels, houtsnijwerk). Vooral mannen werken in dienst van het ministerie van Natuurlijke Hulpbronnen in het Natuurreservaat Boven-Coesewijne, waarover Bigi Poika de traditionele rechten heeft.

## Voorzieningen

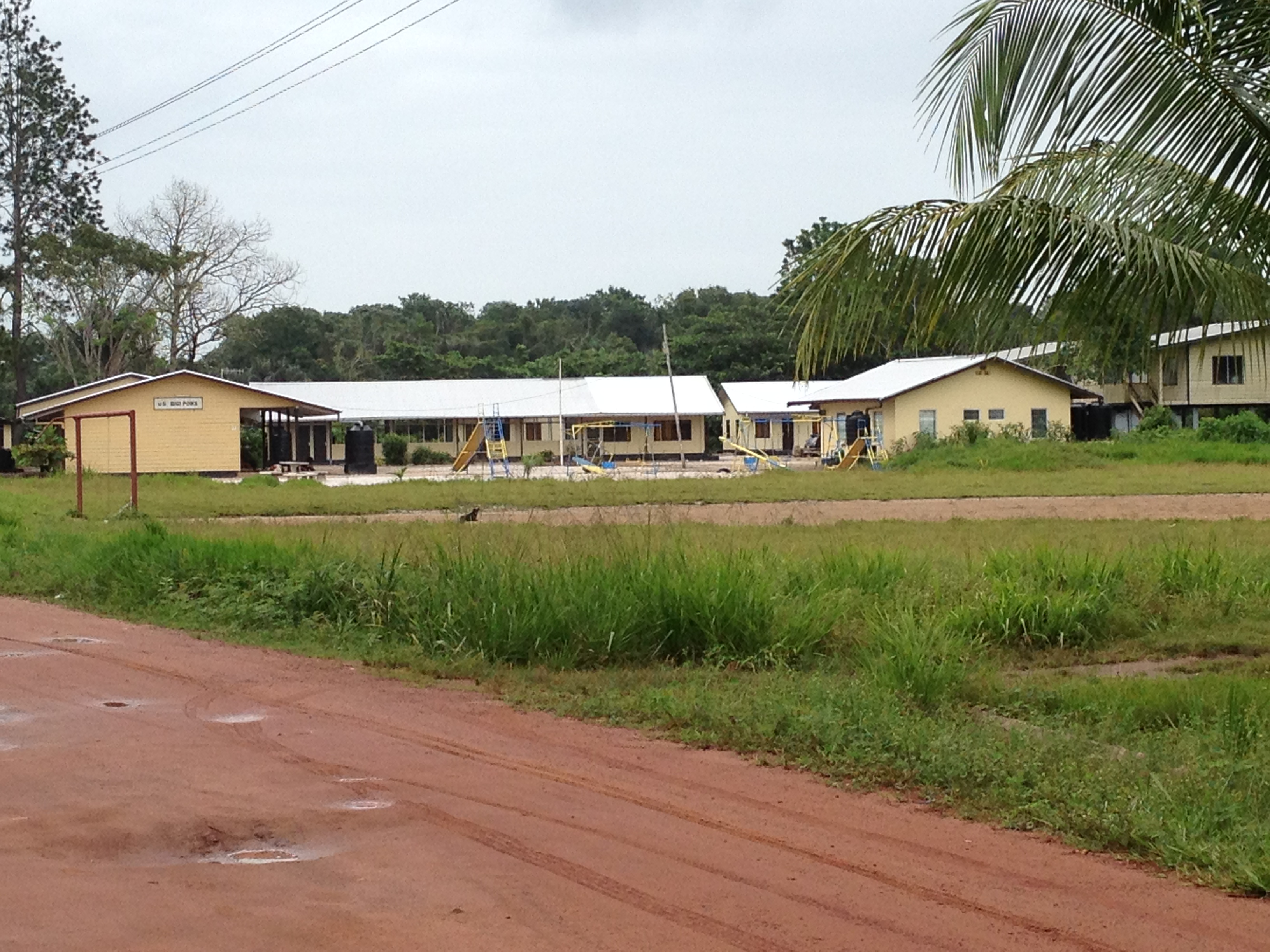
Nieuwbouw basisschool, 2014

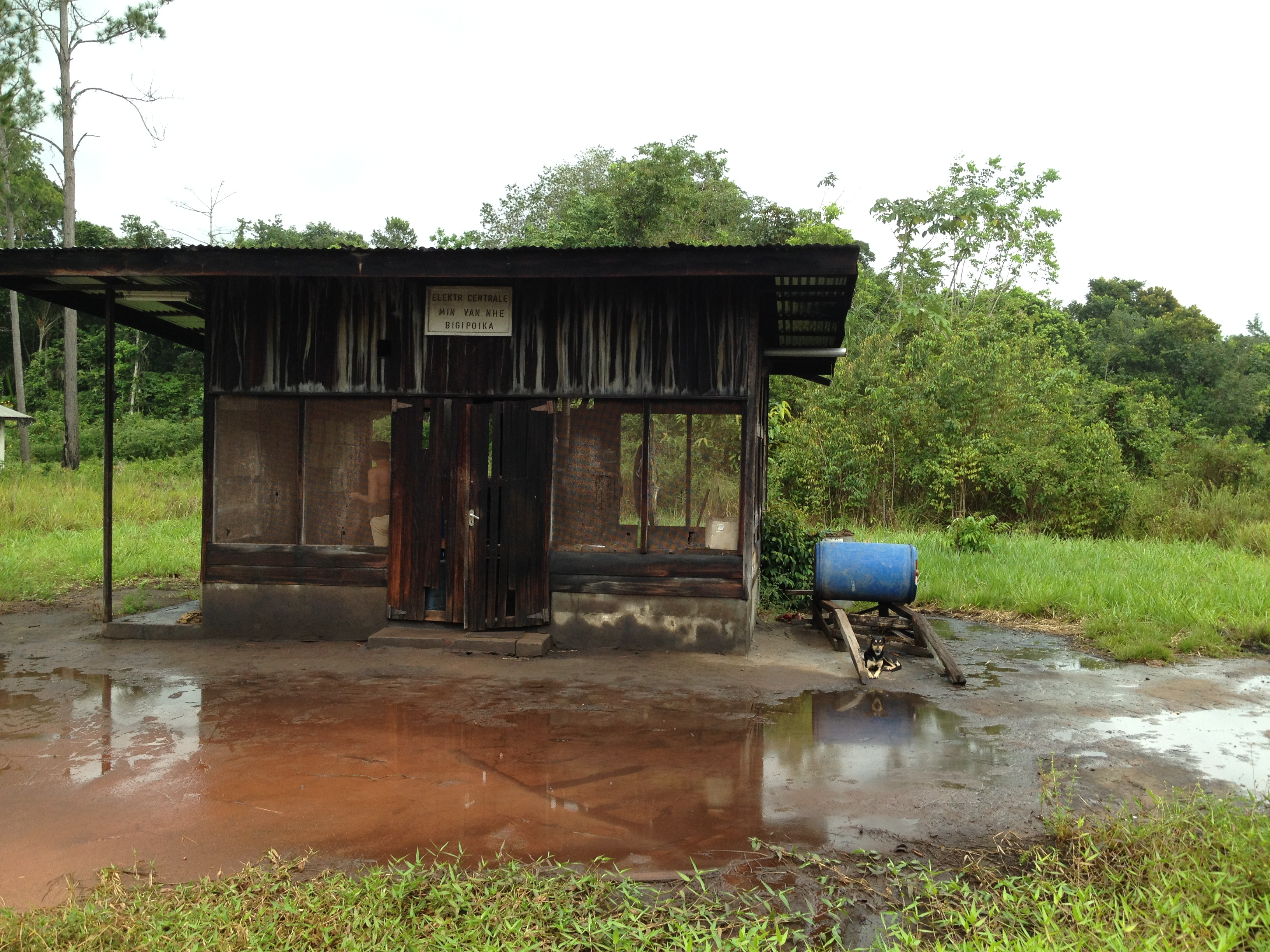
Het generatorstation van Bigi Poika

De voertaal in Bigi Poika is het Karaïbs; de meeste en zeker de jongere inwoners spreken ook Sranantongo en in mindere mate ook Nederlands. Er is een basisschool in het dorp met vier onderwijzerswoningen. De onderwijzers zijn lokale krachten hoewel in het verleden ook bijna altijd onderwijzers uit “de stad” in het dorp gedetacheerd waren. Nabij de school ligt de gemeenschappelijke ruimte, gebouwd naar traditioneel model met open zijwanden en gedekt met pina (pijlriet).
Het dorp telt een kleine polikliniek, maar die is lang niet altijd bemand, waardoor de bevolking meestentijds is aangewezen op de polikliniek van Zanderij, over de weg een afstand van circa twee uur. Er zijn enkele kleine foerageringswinkeltjes in het dorp.
Sinds de jaren ’90 beschikt het dorp ook over een radiografische telefoonaansluiting.

## Geschiedenis
De bevolking van Bigi Poika leefde zeer lang geïsoleerd van de andere bevolkingsgroepen van Suriname. Daar kwam in de tweede helft van de 20e eeuw een einde aan met de aanleg van de tweede Oost-Westverbinding.
Met het voortduren van de in 1986 uitgebroken Binnenlandse Oorlog tussen het Junglecommando van Ronnie Brunswijk en het Nationale Leger onder leiding van Desi Bouterse werden in het Bigi Poika-gebied verschillende kleinere groepen guerrilla’s actief onder namen als Angula, Mandela en Kofimaka. Inheemsen uit verschillende dorpen zetten de beweging de Tucajana Amazones op, die werd bewapend door Bouterse. Zij sneden de zuidelijke Oost-Westverbinding af en riepen het gehele achterland uit tot onafhankelijk inheems gebied. Hun militaire commandant, Thomas Sabajo, vestigde in 1989 zijn hoofdkwartier in een van de onderwijzerswoningen in Bigi Poika. De lokale bevolking zag deze ontwikkelingen met gemengde gevoelens aan, maar tegen het schrikbewind van Thomas was weinig te beginnen. Met de vredesbesprekingen aan het begin van de jaren ’90 werd de situatie weer genormaliseerd, Op 8 augustus 1992 werd door de strijdende partijen het Vredesakkoord ondertekend; de Tucajana’s verlieten Bigi Poika in september 1992. Thomas bleek actief te zijn in de drugswereld en zou naar verluidt zich hebben gevestigd in Canada.
Zoals de meeste binnenlandse dorpen beschikt Bigi Poika niet over een elektriciteitsnet; er is een lichtaggregaat dat werkt op een dieselmotor; het wordt alleen in de avonduren aangezet. Het generatorstation geeft dagelijks een paar uur stroom, doordeweeks tot 20 uur, op zaterdag tot 24 uur. Tot op vandaag functioneert het waternet en heeft elke woning een erfkraan.

## Ontwikkelingsprojecten

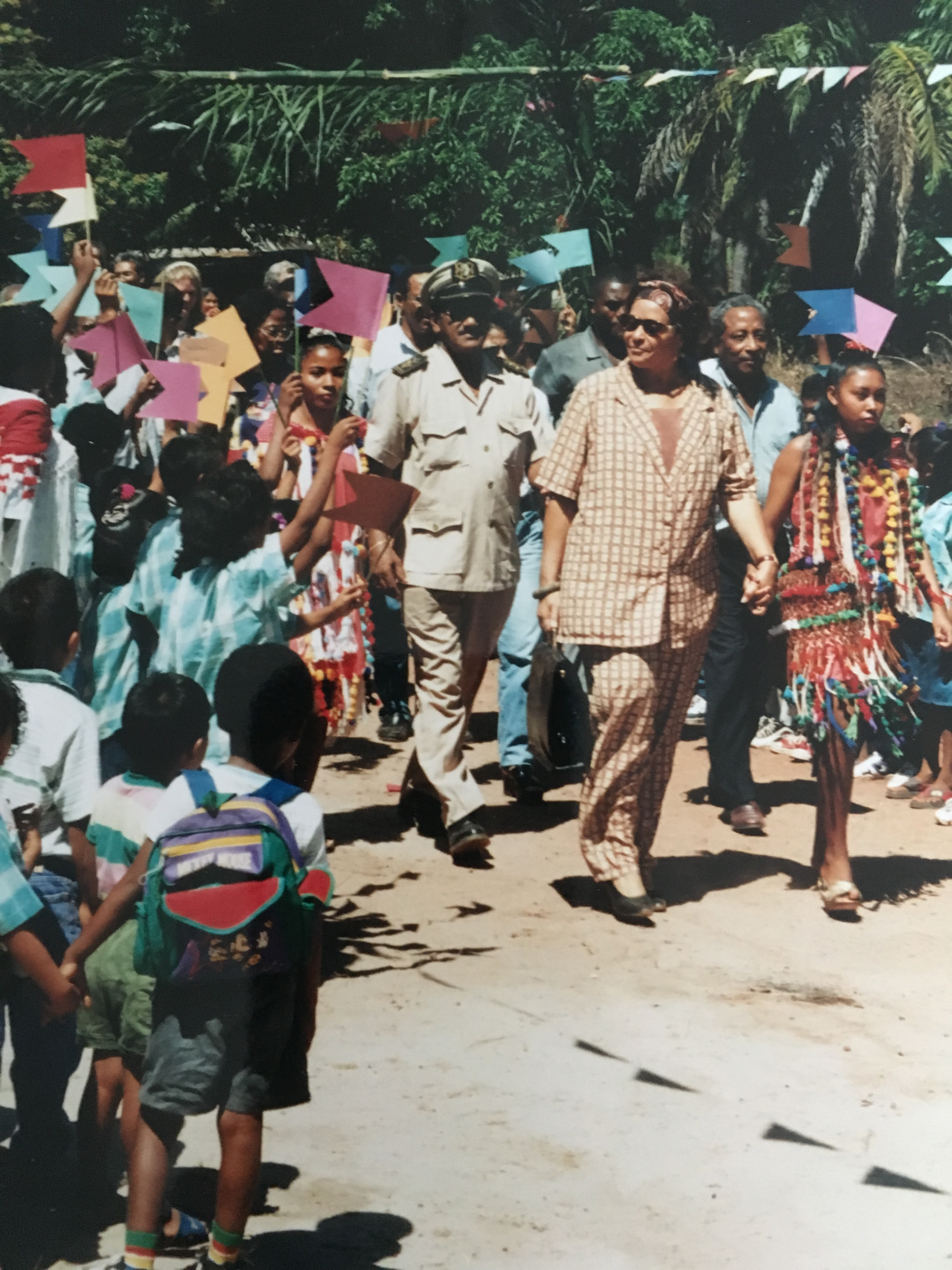
Minister Raveles-Resida bezoekt het Crashprogramma in Bigi Poika omstreeks 1998

Tijdens de Binnenlandse Oorlog was de infrastructuur in de Inheemse en Marron dorpen vernietigd.
Er zijn in Bigi Poika verschillende NGO’s actief geweest. Van 1998-2000 is er onder leiding van Reinier Artist een crashprogramma uitgevoerd om de infrastructuur, water, elektriciteit, gezondheidszorg e.d. te herstellen. Minister Yvonne Raveles-Resida van Regionale Ontwikkeling legde de eerste steen van de polikliniek. Tegenwoordig valt de polikliniek onder de Regionale Gezondheidsdienst.
In de buurt van het dorp liggen ook de resten van het veeteeltproefstation Koebiti. Dit veeteeltproject is mislukt doordat de inheemsen geen veehouders waren. Hun dieet kende geen zuivel.
Bigi Poika heeft een eigen stichting voor dorpsontwikkeling: Kamaraware.

## Muziek
Van oudsher worden er in Bigi Poika traditionele liederen gezongen en gedanst, vooral bij traditioneel-inheemse feesten (inwijding, installatie van een dorpskapitein, rouwrituelen). In de maand juni vindt er een groot gemeenschapsfeest plaats.
In de jaren ’90 van de 20e eeuw begon zich een nieuw fenomeen te ontwikkelen: de van oorsprong puur creoolse kawina-muziek – a capella gezongen met begeleiding enkel van traditionele slaginstrumenten – werd ook onder inheemsen steeds populairder. Er werden inheemse kawina-groepen geformeerd die teksten in inheemse talen en het Sranan zingen. Bigi Poika bleek een van de plaatsen waar deze ingi kawna wortel schoot. Zo ontstonden de muziekformaties Akarani Sound, Esekematoko en Kari Kuri. De eerste twee groepen trekken in het hele land volle zalen.

## Persoonlijkheden

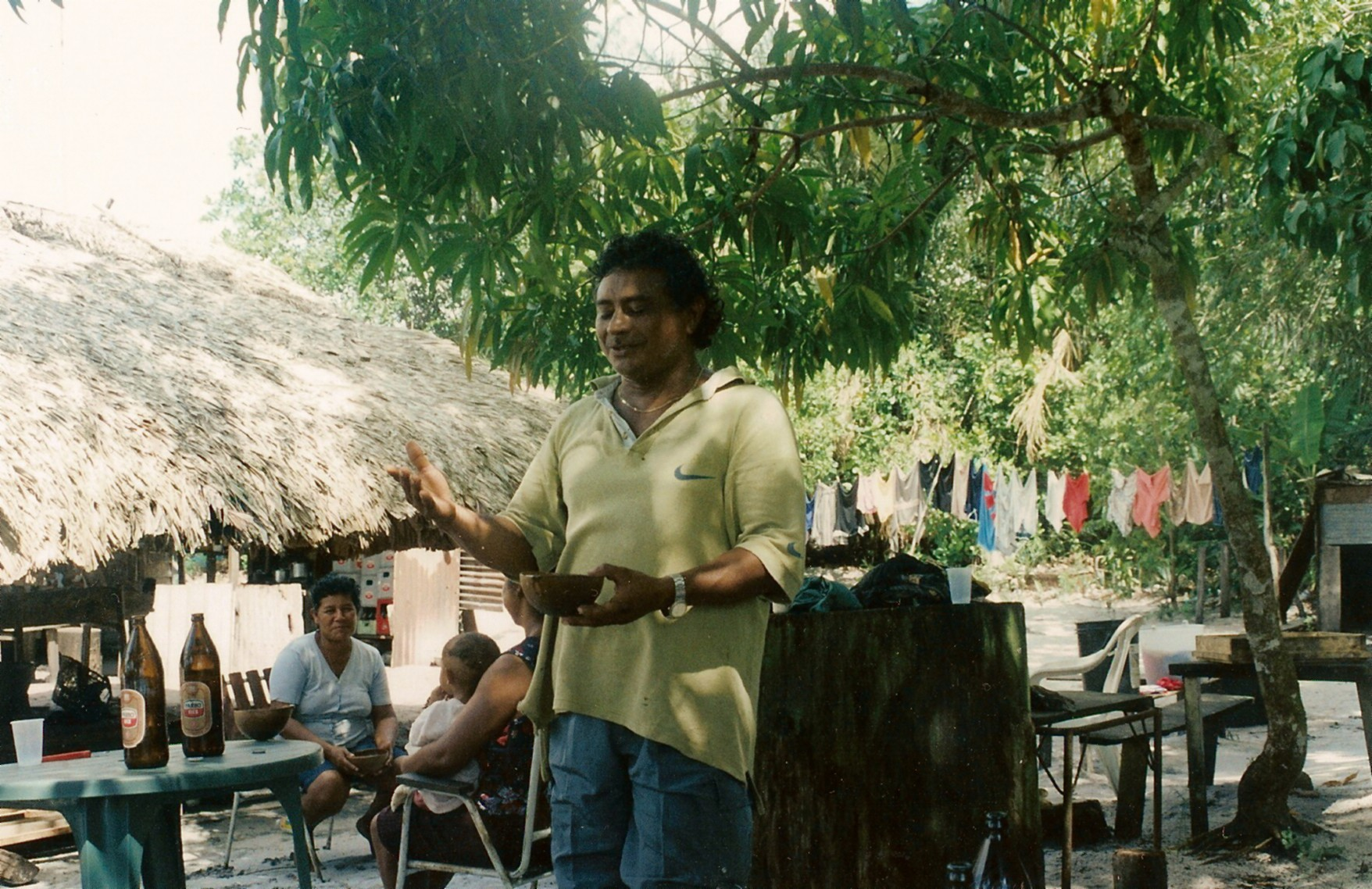
Baba draagt voor in Bigi Poika

- Reinier Artist is afkomstig uit Bigi Poika. Artist behartigt de belangen van de inheemsen in Nederland en adviseert verschillende musea over de inheemse cultuur. Daarnaast schreef hij over het leven in Bigi Poika in het begin van de 20e eeuw.
- Een van de drijvende krachten achter de ingi kawna is Baba (bijnaam van Wilfred Pranawaré). Hij heeft in korte tijd een reputatie opgebouwd van inheemse komiek in heel Suriname en zelfs in Frans-Guyana (waar gedurende Binnenlandse Oorlog veel Surinaamse binnenlandbewoners zich vestigden.